# Гигантский мунтжак
Гигантский мунтжак (лат. Muntiacus vuquangensis) — вид парнокопытных млекопитающих из семейства оленевых. Крупнейший представитель рода мунтжаков. Был обнаружен в 1994 году в заповеднике Вукуанг провинции Хатинь (Вьетнам) и в центральном Лаосе. Во время наводнения бассейна водохранилища Накаи в лаосской провинции Кхаммуан ради осуществления проекта гидроэлектростанции Намтхеун 2 были пойманы, изучены и выпущены в расположенной неподалёку национальной охраняемой территории Накаи Намтхеун 38 гигантских мунтжаков. Дальнейший мониторинг по радиомаячкам отдельных образцов показал, что переселение прошло успешно. Помимо этого, представителей вида также можно встретить на востоке Камбоджи, а также в горах Чыонгшон.
Гигантский мунтжак обычно обитает в вечнозелёных лесах. Весит около 30—50 кг. Имеет красновато-коричневый мех. Из-за подсечно-огневого земледелия и охоты гигантский мунтжак считается вымирающим видом. Его врагами являются такие хищники, как тигр и леопард. Ближайшим родственником является индийский мунтжак.